# Ragnagard
Ragnagard (Shin-Oh-Ken) est un jeu vidéo de combat développé par System Vision et Saurus et édité par SNK en 1996 sur Neo-Geo MVS, Neo-Geo AES et Neo-Geo CD (NGM 218),,. Le jeu est porté sur Saturn en 1997.

## Portage
- Saturn, (1997)
- Console virtuelle (Japon)